# Rasa de Socarrats
La rasa de Socarrats és un afluent per la dreta de la Ribera Salada.
Neix a 796 m d'altitud, a una 400 m a l'est de la masia de la Serra de Dalt i a 135 m a l'oest de la carretera del Pla de Cirera a Montpol. Després de 250 m en què avança cap al nord, agafa la direcció E-W. 1.200 més avall del punt on inicia el seu recorregut passa a 300 m al sud de la parròquia de Sant Sadurní de la Llena i 350 m més avall deixa al sud la masia del  Prat. En aquest punt agafa la direcció NE-SW. 1.200 més avall rep per la dreta la rasa de les Barraques (480 m de recorregut) i 700 m després rep per l'esquerra les aigües de la rasa del Roure, a uns 600 m d'altitud. A l'altra banda, a uns 60 m d'altitud per sobre de la confluència, s'hi troba al masia de  Cal Socarrats. Aquí torna a agafar la direcció E-W que mantindrà durant 1,5 km i tornarà a girar per agafar novament la direcció NE-SW que ja mantindrà fins a la seva confluència amb la Ribera Salada, a 551 m d'altitud, just al costat nord del Pla dels Roures.

## Coordenades d'altres punts significatius del seu curs
- Confluència amb la rasa del Roure: 42° 2′ 30.10″ N, 1° 26′ 29.31″ E / 42.0416944°N,1.4414750°E
- Confluència amb la Ribera Salada: 42° 2′ 5.557″ N, 1° 25′ 12.02″ E / 42.03487694°N,1.4200056°E